# Super Óvalo Potosino
El Súper Óvalo Potosino es un óvalo pavimentado de media milla ubicado en el Municipio de Zaragoza, estado de San Luis Potosí, México. Se sitúa unos 27 km al este de la capital estatal, sobre la Carretera Federal 70.

## Historia
La pista se inauguró en 1983 como un circuito de carretera de 0,77 millas (1,24 km). Fue construido por Promotodo, una empresa propiedad de Michel Jourdain Sr., que organizó la desaparecida Copa Marlboro, que posiblemente fue la serie de carreras más importante del país en ese momento.
En 2005, después de varios años sin usarse, la pista fue reconstruida como un óvalo de media milla para albergar eventos de NASCAR.
La pista es utilizada principalmente por la Serie Corona y la Serie T4 de NASCAR. También se llevan a cabo algunos eventos locales.
En 2009, debido al brote de gripe porcina, cancelaron la carrera que se suponía que se realizaría el 3 de mayo; la carrera fue reprogramada para el 16 de agosto y la ganó Jorge Goeters.